# Mottai Night Land
Singles de Kyary Pamyu Pamyu
Invader Invader
(15 mai 2013) Yume no Hajima-Ring Ring
(26 février 2014)
Mottai Night Land (もったいないとらんど) est le septième single physique de la chanteuse japonaise Kyary Pamyu Pamyu.

## Présentation
Le single sort le 6 novembre 2013 sur le label Unborde de Warner Music Group, en deux éditions: une régulière et une limitée ; la couverture du single en édition régulière représente Kyary se transformer en un animal tout en étant entouré de fruits et de légumes, tandis que celle de l'édition limitée représente encore Kyary portant une perruque couverte de peau de pomme et d'orange. Le single est écrit, composé et produit par Yasutaka Nakata du groupe Capsule. L'édition limitée comporte une vidéo de la chorégraphie de la chanson-titre, faite par les danseurs de Kyary. Le single atteint la 8e place des classements hebdomadaires de l'Oricon, reste à cette place pendant une semaine, et se vend à 14,813 exemplaires durant la première semaine de vente.
La chanson-titre porte sur le thème de Halloween, plus précisément des fantômes, tout comme son 3e single physique Fashion Monster sorti un an auparavant. La chanson-titre Mottai Night Land a notamment été utilisée comme spot publicitaire pour la marque au. Le titre Mottai Night Land est un jeu de mots entre "Mottainai" (もったいない, trad. : "Gaspillage") et "Night Land" (terme anglais). On pourrait aussi traduire le titre écrit en hiragana par l'écriture romanji "Mottainai to Land".
Le producteur Yasutaka Nakata a déclaré que la chanson est faite pour le commerce lui-même, sur lequel la chanson est pleine de rêves et les désirs de l'esprit de Halloween.
La deuxième chanson est Sungoi Aura. Cette chanson est utilisée pour une publicité du produit Ora² (オーラツー) de la compagnie Sunstar. Le single comprend les versions instrumentales de ces chansons et une version remixée du 5e single Ninja Re Bang Bang sorti en mars 2013.
La chanson-titre et sa face-B figureront sur le troisième album de Kyary Pika Pika Fantajin, qui sortira en juillet 2014, soient huit mois plus tard. À savoir que la face B Sungoi Aura sera sous une version remixée pour l'album.
Le clip vidéo de la chanson-titre sort en octobre 2013, un mois avant la sortie du single et a été très apprécié. Les éditeurs du magazine australien Oyster ont écrit à propos de la vidéo: « Cessez ce que vous êtes probablement en train de faire, et regardez cette vidéo, pour le simple fait qu'elle est magnifique ». Un autre magazine newyorkais, The Fader, a commenté la vidéo du fait que « Mottai Night Land est un tour de main, avec un refrain accrocheur, une danse avec la lune, un segment d'anime et danseuses en bikini ».

## Liste des titres
Toutes les chansons sont écrites et composées par Yasutaka Nakata.
| CD de l'édition régulière | CD de l'édition régulière                              | CD de l'édition régulière | CD de l'édition régulière | CD de l'édition régulière | CD de l'édition régulière | CD de l'édition régulière | CD de l'édition régulière | CD de l'édition régulière | CD de l'édition régulière |
| No                        | Titre                                                  | Durée                     |                           |                           |                           |                           |                           |                           |                           |
| ------------------------- | ------------------------------------------------------ | ------------------------- | ------------------------- | ------------------------- | ------------------------- | ------------------------- | ------------------------- | ------------------------- | ------------------------- |
| 1.                        | Mottai Night Land (もったいないとらんど)               | 4:02                      |                           |                           |                           |                           |                           |                           |                           |
| 2.                        | Sungoi Aura (すんごいオーラ)                           | 2:56                      |                           |                           |                           |                           |                           |                           |                           |
| 3.                        | Ninja Re Bang Bang -extended mix- (にんじゃりばんばん) | 5:43                      |                           |                           |                           |                           |                           |                           |                           |
| 4.                        | Mottai Night Land -instrumental-                       | 4:01                      |                           |                           |                           |                           |                           |                           |                           |
| 5.                        | Sungoi Aura -instrumental-                             | 2:56                      |                           |                           |                           |                           |                           |                           |                           |
| 19:37                     |                                                        |                           |                           |                           |                           |                           |                           |                           |                           |

| 1. | Mottai Night Land Choreography Video by Kyary Dancer (もったいないとらんど ふりつけビデオ by きゃりーダンサー) |  |